# John Waite
John Charles Waite (Lancaster, 4 luglio 1952) è un cantante inglese.
I suoi più grandi successi includono due singoli al primo posto nelle classifiche statunitensi: Missing You dall'album solista No Brakes del 1984 e When I See You Smile dall'omonimo album dei Bad English del 1989.

## Biografia
Inizia la carriera nella seconda metà degli anni settanta come bassista e cantante dei The Babys.
Nel 1982 ha iniziato la carriera solista, raccogliendo importanti consensi commerciali.
Dal 1988 al 1991 è stato cantante dei Bad English insieme al chitarrista Neal Schon (anche noto con i Journey).
Nel 1990 partecipa alla colonna sonora di Giorni di tuono con Tom Cruise, con Deal for Life, esecuzione di una raffinata melodia sopra l'ormai superato e sopravvalutato "giro dei 4 accordi".
È stato uno degli artisti scelti da Ringo Starr nel 2003 per il tour con la sua All-Starr Band.

## Discografia

### Solista
Album in studio
- 1982 - Ignition
- 1984 - No Brakes
- 1985 - Mask of Smiles
- 1987 - Rover's Return
- 1995 - Temple Bar
- 1997 - When You Were Mine
- 2001 - Figure in a Landscape
- 2004 - The Hard Way
- 2007 - Downtown: Journey of a Heart
- 2010 - In Real Time (live)
- 2011 - Rough & Tumble

Raccolte
- 1992 - The Essential
- 1996 - Complete

Live
- 2001 - Live & Rare Tracks

Singoli
- 1982 - Change
- 1982 - Going to the Top
- 1984 - Missing You
- 1984 - Tears
- 1985 - Restless Heart
- 1985 - Every Step of the Way
- 1985 - Welcome to Paradise
- 1986 - If Anybody Had a Heart
- 1987 - These Times are Hard for Lovers
- 1987 - Don't Lose Any Sleep
- 1995 - How Did I Get By Without You?
- 2005 - New York City Girl
- 2006 - Missing You (con Alison Krauss)
- 2011 - Shadows of Love
- 2011 - If You Ever Get Lonely

### Con i Bad English
Album in studio
- 1989 - Bad English
- 1991 - Backlash

Singoli
- 1989 - Forget Me Not
- 1989 - When I See You Smile
- 1989 - Best of What I Got
- 1989 - Price of Love
- 1990 - Heaven Is a 4 Letter Word
- 1990 - Possession
- 1991 - Straight to Your Heart

### Con i The Babys
- 1976 - The Babys
- 1977 - Broken Heart
- 1978 - Head First
- 1980 - Union Jacks
- 1980 - On The Edge